# Okres Frauenfeld
Okres Frauenfeld je švýcarský okres v kantonu Thurgau. Skládá se z 23 obcí a jeho správním centrem je město Frauenfeld. Rozloha okresu činí 279,61 km² a v roce 2020 zde žilo 69 773 obyvatel.

## Obce okresu
- Basadingen-Schlattingen
- Berlingen
- Diessenhofen
- Eschenz
- Felben-Wellhausen
- Frauenfeld
- Gachnang
- Herdern
- Homburg
- Hüttlingen
- Hüttwilen
- Mammern
- Matzingen
- Müllheim
- Neunforn
- Pfyn
- Schlatt
- Steckborn
- Stettfurt
- Thundorf
- Uesslingen-Buch
- Wagenhausen
- Warth-Weiningen